# Britney Jean
Britney Jean ist das achte Studioalbum der US-amerikanischen Sängerin Britney Spears. In Nordamerika erschien es am 3. Dezember 2013, während es in Europa und Australien bereits am 29. November 2013 veröffentlicht wurde. Es war das erste Studioalbum von Spears seit ihrem Wechsel von ihrem alten Label Jive Records zu RCA Records und erreichte Platz vier der US-amerikanischen Charts.

## Hintergrund und Produktion
Schon 2012, während ihrer Zeit als Jurorin in der zweiten Staffel der amerikanischen Version von The X Factor, wurde Spears im Tonstudio mit Produzent Rodney Jerkins gesichtet. Im Mai 2013 kündigten die Produzenten Naughty Boy und William Orbit an, mit Spears an ihrem neuen Album zu arbeiten. Ebenfalls im Mai 2013 wurde Will.i.am als Executive Producer des Albums bestätigt. Spears beschreibt das Album als das persönlichste Album ihrer Karriere, der Titel soll diese Aussage widerspiegeln. Sie erklärte, dass ihre Erfahrungen aus dem letzten Jahr, unter anderen die Trennung von ihrem Ex-Verlobten Jason Trawick, sie dazu ermutigt hätten.

## Promotion
Während einer Live-Übertragung aus der Wüste von Nevada gab Spears in der Show Good Morning America bekannt, dass ihr achtes Studioalbum im Dezember 2013 veröffentlicht würde. Im Interview mit dem größten Radiosender Londons Capital FM im Oktober gab sie den Titel des neuen Albums bekannt. Britney Jean wird laut Spears innerhalb ihrer Familie als ihr Rufname verwendet. Auf ihrer offiziellen Website wurde Ende Oktober ein handgeschriebener Brief von Spears veröffentlicht, in dem sie sich für die Unterstützung ihrer Fans bedankt und Details über das Album verriet.

## Songs
Als erste Singleauskopplung wurde das Lied Work Bitch veröffentlicht. Der Song erschien am 15. September 2013 und stieg in mehr als 40 Ländern auf Platz eins der iTunes-Charts. In den Billboard Hot 100 erreichte er Platz 12.
Die zweite Single Perfume erschien am 3. November 2013. Das Video wurde von Joseph Khan gedreht, der unter anderem auch Stronger und Toxic sowie das Video zu Womanizer drehte. Die Single erreichte in den Billboard Hot 100 Platz 76.
Der Song It Should Be Easy ist neben Big Fat Bass und Scream & Shout bereits die dritte Kollaboration zwischen Spears und Will.i.am. Das Lied wurde von Will.i.am produziert und war der Titelsong der neunten Staffel von Heidi Klums Germany’s Next Topmodel.

## Titelliste

### Standard-Edition
| #   | Titel                                       | Autoren | Produzenten                                                                                         | Länge |
| CD1 | CD1                                         | CD1 | CD1                                                                                                 | CD1   |
| --- | ------------------------------------------- | --- | --------------------------------------------------------------------------------------------------- | ----- |
| 1   | Alien                                       | Britney Spears, William Orbit, Dan Traynor, Ana Diaz, Anthony Preston                                            | Orbit, HyGrade, Preston                                                                             | 3:56  |
| 2   | Work Bitch                                  | Spears, William Adams, Otto Knows, Anthony Preston, Ruth-Anne Cunningham                                         | Sebastian Ingrosso, Otto Knows, will.i.am, Preston                                                  | 4:07  |
| 3   | Perfume                                     | Spears, Chris Braide, Sia Furler                                                                                 | will.i.am, Chris Braide, Keith Harris                                                               | 3:59  |
| 4   | It Should Be Easy (feat. will.i.am)         | Spears, Adams, David Guetta, Giorgio Tuinfort, Nicky Romero, Marcus van Wattum                                   | Guetta, Tuinfort, Nicky Romero, van Wattum, will.i.am, Preston                                      | 3:26  |
| 5   | Tik Tik Boom (feat. T.I.)                   | Spears, Preston, Onique „Sparrow“ Williams, T.I., Andre Lindal, Damien LeRoy, Joakim Haukaas                     | Preston, LeRoy                                                                                      | 2:57  |
| 6   | Body Ache                                   | Spears, Guetta, Tuinfort, Luciana Caporaso, Nick Clow, Myah Marie Langston, Preston, Richard Gonzalez, Jose Luna | Guetta, Tuinfort, will.i.am, Preston                                                                | 3:25  |
| 7   | Til It’s Gone                               | Spears, Jenson Vaughan, Rosette Sharma, Preston, Tuinfort, Guetta, Adams                                         | Tuinfort, will.i.am, Preston                                                                        | 3:42  |
| 8   | Passenger                                   | Spears, Wesley Pentz, Furler, Andrew Swanson, Katy Perry                                                         | Diplo, Preston                                                                                      | 3:40  |
| 9   | Chillin’ With You (feat. Jamie Lynn Spears) | Spears, Adams, Preston, Joshua Lopez                                                                             | will.i.am, Freshmen III, Preston                                                                    | 3:38  |
| 10  | Don’t Cry                                   | Spears, Adams, Lopez, Gonzalez                                                                                   | will.i.am, Richard Vission, Chico Bennett, Zach „Reazon“ Heiligman, William „DJ Keebz“ Kebler, LWAM | 3:14  |

### Deluxe-Edition
Parallel zum normalen Album erschien eine Deluxe-Edition mit 14 anstatt 10 Songs.
| #   | Titel                      | Autoren                                                        | Produzenten                         | Länge |
| CD1 | CD1                        | CD1                                                            | CD1                                 | CD1   |
| --- | -------------------------- | -------------------------------------------------------------- | ----------------------------------- | ----- |
| 11  | Brightest Morning Star     | Spears, Dr. Luke, Sia, Henry Walter                            | Dr. Luke, Cirkut, Preston, Braide   | 2:59  |
| 12  | Hold On Tight              | Spears, Allan P. Grigg                                         | Kool Kojak, Preston, Peter Carlsson | 3:27  |
| 13  | Now That I Found You       | Spears, Danny O’Donoghue, Tuinfort, Guetta, Frederic Riesterer | Tuinfort, will.i.am, Preston        | 4:16  |
| 14  | Perfume (The Dreaming Mix) | Spears, Sia                                                    | Braide                              | 4:02  |

## Charts und Chartplatzierungen
| ChartsChartplatzierungen       | Höchstplatzierung | Wochen |
| ------------------------------ | ----------------- | ------ |
| Deutschland (GfK)              | 20 (2 Wo.)        | 2      |
| Österreich (Ö3)                | 13 (1 Wo.)        | 1      |
| Schweiz (IFPI)                 | 9 (4 Wo.)         | 4      |
| Vereinigtes Königreich (OCC)   | 34 (2 Wo.)        | 2      |
| Vereinigte Staaten (Billboard) | 4 (11 Wo.)        | 11     |

## Auszeichnungen für Musikverkäufe
| Land/Region               | Auszeichnungen für Musikverkäufe (Land/Region, Auszeichnung, Verkäufe) | Verkäufe |
| ------------------------- | ---------------------------------------------------------------------- | -------- |
| Frankreich (SNEP)         | —                                                                      | 30.000   |
| Kanada (MC)               | Gold                                                                   | 40.000   |
| Mexiko (AMPROFON)         | Gold                                                                   | 30.000   |
| Venezuela (APFV)          | Gold                                                                   | 5.000    |
| Vereinigte Staaten (RIAA) | Gold                                                                   | 500.000  |
| Insgesamt                 | 4× Gold ·                                                              | 605.000  |

Hauptartikel: Britney Spears/Auszeichnungen für Musikverkäufe

## Veröffentlichung
| Land               | Datum             | Edition  | Format | Label |
| ------------------ | ----------------- | -------- | ------ | ----- |
| Australien         | 29. November 2013 | Standard | CD     | Sony  |
| Deutschland        | 29. November 2013 | Standard | CD     | Sony  |
| Deluxe             | 29. November 2013 |          | CD     | Sony  |
| Kanada             | 3. Dezember 2013  | Standard | CD     | Sony  |
| Vereinigte Staaten | 3. Dezember 2013  | Standard | CD     | RCA   |
| Vereinigte Staaten | 3. Dezember 2013  | Deluxe   | CD     | RCA   |
| Japan              | 4. Dezember 2013  | Standard | CD     | Sony  |